# Santa Rosa, Tenejapa
Santa Rosa är en ort i Mexiko.   Den ligger i kommunen Tenejapa och delstaten Chiapas, i den sydöstra delen av landet, 800 km öster om huvudstaden Mexico City. Santa Rosa ligger 2 361 meter över havet och antalet invånare är 136.
Terrängen runt Santa Rosa är kuperad. Runt Santa Rosa är det ganska tätbefolkat, med 155 invånare per kvadratkilometer. Närmaste större samhälle är San Cristóbal de las Casas, 16,5 km väster om Santa Rosa. I omgivningarna runt Santa Rosa växer i huvudsak städsegrön lövskog.